# Tommy Cummings
Thomas Smith „Tommy“ Cummings (* 12. September 1928 in Sunderland; † 12. Juli 2009 in Burnley) war ein englischer Fußballspieler und -trainer. Als Mittelläufer war er mehr als 15 Jahre beim FC Burnley in 479 Pflichtspielen aktiv und Mitglied der Meistermannschaft von 1960.

## Sportlicher Werdegang

### Spielerlaufbahn
Der Sohn eines Bergarbeiters spielte zunächst in seiner Heimat für die Zechenmannschaft Hylton Colliery Welfare und den Amateurklub Stanley United, nachdem er die Schule verlassen und parallel auf einer Werft am Wear zu arbeiten begonnen hatte. Als Jugendlicher nahm Cummings mit einer britischen Auswahl an einem Fußballturnier in Frankreich teil und überzeugte die Scouts der dort ansässigen Klubs. Er kehrte jedoch nach England zurück und absolvierte einige Probetrainingseinheiten. Das Vorspielen war beim FC Blackpool und Tottenham Hotspur jeweils nicht von Erfolg gekrönt und dies machte den Weg für den FC Burnley frei. Im Oktober 1947 unterzeichnete er bei den „Weinroten“ einen Vertrag auf Teilzeitbasis, während er noch seine zwischenzeitlich begonnene Ausbildung zum Bergbauingenieur fortsetzte. Der Alltag gestaltete sich für ihn kräfteraubend, als sich seinen Schichten unter Tage regelmäßig anstrengende Trainingseinheiten anschlossen. Zur Mitte der Saison 1948/49 wurde die harte Arbeit mit einem Stammplatz in der ersten Mannschaft belohnt. Zuvor hatte der etatmäßige Mittelläufer Alan Brown den Klub in Richtung Notts County verlassen.
Nach seinem Erstligadebüt am 18. Dezember 1948 gegen Manchester City (2:2) entwickelte er sich stetig in der Mannschaft von Trainer Frank Hill. Cummings befand sich im Zentrum einer stabil organisierten Defensive und der Verein, der erst 1947 aus der Zweitklassigkeit emporgestiegen war, rangierte auch dank seiner Hilfe zumeist in der oberen Tabellenhälfte. Im Oktober 1950 war er dazu kurz vor einem A-Länderspieleinsatz für England in Belfast. Er wurde jedoch ebenso wenig eingesetzt wie im späteren Verlauf seiner Karriere und nur ein Einsatz für eine Auswahl der Football League sowie drei Partien für die B-Mannschaft Englands waren ihm vergönnt – dies lag vor allem an Konkurrenten wie Jack Froggatt, Harry Johnston und Billy Wright. Bei Burnley jedoch verpasste er zu Beginn der 1950er-Jahre nur eine Handvoll Pflichtspiele. Er zeichnete sich in der Spielweise gleichsam durch Zweikampfstärke und Schnelligkeit aus, wodurch er sich gut im Duell mit verschiedenen Mittelstürmertypen wappnete – gegenüber flinken Gegnern wie Jackie Milburn und Stan Mortensen oder eher robusten Zeitgenossen wie Nat Lofthouse und Trevor Ford. Für seine Offensivaktionen war er weniger bekannt, mit Ausnahme seines Siegtreffers im Januar 1952 gegen Newcastle United, als er kurz vor Spielende tief in der eigenen Hälfte den Ball eroberte und nach einer Serie von gewonnenen Zweikämpfen im Vorwärtsgang den Abschluss suchte – in seiner gesamten Karriere schoss er nur noch zwei weitere Tore. Die Laufbahn von Cummings, der 1951 auch das Kapitänsamt von Harry Mather übernommen hatte, kam im August 1956 ins Stocken. Er zog sich eine schwere Knieverletzung vor, die ihn fast zwei Jahre weitgehend außer Gefecht setzte. Nicht selten wurde er schon abgeschrieben, aber unter dem neuen Trainer Harry Potts erlebte er dann seinen zweiten „Frühling“.
Cummings, der mittlerweile sein Kapitänsamt an Jimmy Adamson abgegeben hatte, trug mit 39 Ligaspielen in der Saison 1958/59 zu einem respektablen siebten Platz bei. Im folgenden Jahr feierte er mit dem Gewinn der englischen Meisterschaft den größten Erfolg in seiner Laufbahn. Cummings hatte die Spielzeit 1959/60 auf der linken Abwehrseite begonnen, den Platz dann allerdings an den aufstrebenden Alex Elder verloren. Danach agierte er gemeinsam mit Brian Miller auf der Halbposition als Außenläufer – dabei kam ihm der Streit von Bobby Seith mit Burnleys Präsidenten Bob Lord zugute, wonach Seith aus der Mannschaft gestrichen wurde. Der nächste und letzte Meilenstein in Cummings’ Karriere war 1962 das Erreichen des Endspiels im FA Cup, in dem er mit seinen Mannen Tottenham Hotspur mit 1:3 unterlag. Danach bestritt der mittlerweile 34-Jährige nur noch zwei weitere Partien und deutlich jüngere John Talbut verdrängte ihn anschließend. Im März 1963 nahm er dann ein Angebot des Viertligisten Mansfield Town als Spielertrainer an. Kurz darauf erreichte Cummings mit dem neuen Klub den vierten Platz, der zum Aufstieg in die Third Division berechtigte. Als Spieler trat er nur noch sehr selten in Erscheinung und schnell fokussierte er sich auf die Trainertätigkeit.

### Trainerkarriere
Cummings’ Werdegang als Trainer verlief in Mansfield weiter steil nach oben und in der Saison 1964/65 verpasste sein Team den Aufstieg in die zweite Liga nur knapp aufgrund des schlechteren Torquotienten gegenüber Bristol City. Einer enttäuschenden Spielzeit 1965/66 folgte dann ein versöhnliches letztes Jahr mit einem guten Mittelfeldplatz, bevor es ihn im Juli 1967 zum Erstligaabsteiger Aston Villa verschlug.
Sein Engagement bei dem Traditionsverein verlief enttäuschend und in der Zweitligasaison 1967/68 landeten die „Villans“ tief in der unteren Tabellenhälfte auf dem 16. Rang. Die Stimmung im Verein war dabei ebenso schlecht wie der Zuschauerzuspruch. Dennoch hielt sich Cummings über das Saisonende hinaus in seinem Amt, aber nur zwei Siege in den ersten 18 Ligapartien der anschließenden Spielzeit 1968/69 und ein fester Platz in der Abstiegszone sorgten für seine Entlassung im November 1968. Er kehrte daraufhin dem Profifußballgeschäft den Rücken und arbeitete im Gaststättengewerbe. Hier betrieb er unter anderem mehrere Jahre lang das Shooters Arms in Nelson. Er verstarb im Alter von 80 Jahren in Queengate, einem Stadtteil von Burnley.

## Titel/Auszeichnungen
- Englische Meisterschaft (1): 1960
- Charity Shield (1): 1960 (geteilt)